# ادوارد رومانیاتا
ادوارد رومانیاتا (به انگلیسی: Eduard Romanyuta) (زاده ۲۳ اکتبر ۱۹۹۲) خواننده اهل اوکراین است.
او در مسابقه آواز یوروویژن ۲۰۱۵ نماینده مولداوی بود.